# 동일본 대지진의 교통 영향
이 문서에서는 2011년 3월 11일 일어난 도호쿠 지방 태평양 해역 지진으로 일어난 동일본 대진재가 일본의 교통 부문에 끼친 영향이나 피해를 설명한 문서이다.
동일본 대지진으로 지진 진동으로 인한 직접적인 피해 외에도 아오모리현 동남쪽부터 지바현 동북쪽까지 태평양 연안 일본 지역이 대형 쓰나미의 피해를 입었다. 지진 발생 직후부터 피해 지역은 시설 파손과 같은 다양한 피해로 대중교통이 마비되었으나 3월 14일부터는 윤번정전으로 일본 수도권의 대중교통이 마비되는 상황으로 이어졌다.

## 자동차 및 버스
지진 직후 야마가타 자동차도, 하치노헤 자동차도, 아오모리 자동차도, 아키타 자동차도, 도호쿠 주오 자동차도, 도호쿠 자동차도, 조반 자동차도, 반에쓰 자동차도, 니혼카이 도호쿠 자동차도, 수도고속도로, 기타칸토 자동차도, 히가시칸토 자동차도, 도쿄 외환 자동차도, 도메이 고속도로 등 일본 각지의 고속도로가 통행 금지 조치되었다. 또한 미야기현 내 국도들도 각지가 토막토막 끊겼다. 하지만 각지에서 도로 복구 작업을 진행하여 큰 타격을 입었던 조반 자동차도 상행선 나카 나들목-미토 나들목 구간을 불과 6일만에 복구할 정도로 빠른 속도로 도로 복구 및 재개통 작업을 진행하였다. 조반 자동차도 히로노 나들목-조반토미오카 나들목 구간은 후쿠시마 제1 원자력 발전소의 반경 20 km 내 경계구역 내에 있어 폐쇄되었지만 2014년 2월 33일 3년 만에 복구를 마쳐 재개통하면서 지진이 일어났을 때 폐쇄되었던 모든 구간이 전부 재개통되었다. 도호쿠 지방의 고속도로는 이재민 지원을 목적으로 이재민 및 원전 사고 대피자의 통행료를 무료로 내리는 조치를 시행했으며 2012년 3월 31일까지 지속하였다.
버스 사업자들의 경우 이와테교통 오후나토 영업소, 다카타 버스터미널과 이와테키타 자동차 고모토 지소가 큰 쓰나미로 완전 파괴되는 등 큰 피해를 입었다. 또한 신조반교통 기타에이 영업소는 후쿠시마 제1 원자력 발전소 반경 20 km 내 경계구역 안에 있어 2021년 현재도 사용할 수 없어 폐허로 방치되어 있으며, 2018년 도미오카 차고 관할 일부만 운행을 재개하였다. 일부 버스 노선 사업자는 지진 재해의 영향으로 버스 이용자가 격감하거나 자금 사정으로 복구가 어려워 노선 폐지를 검토하는 곳도 있었다. 오카야마현의 료비 그룹은 운영하는 노선의 버스 내에 기부금 상자를 설치했다.
일본 수도권에서는 교차로로 진입하는 차량이 급증하면서 인접하는 교차로의 차량 정체 줄이 늘어나 연쇄적으로 정체구간이 증가하는 그리드락이라고 부르는 '초정체' 현상이 일본에서 처음으로 일어나 교통 정체 해소까지 거의 하루가 걸렸다.

## 철도
철도 노선 곳곳이 지진으로 큰 타격을 받으면서 지진 직후 철도 기능이 사실상 정지되었다. 대부분의 철도 노선은 지진 며칠 후에서 2011년 4월 말까지 전부 복구되었으나 특히 피해가 매우 컸던 조반선, 야마다선, 센세키선, 이시노마키선, 산리쿠 철도 등은 장기간 열차 운행이 중단되었다. 또한 게센누마선, 오후나토선 일부 구간은 철도 복구 작업을 포기하고 간선급행버스체계(BRT)로 전환하였다. 야마다선은 피해가 극심했던 미야코역-가마이시역 구간을 동일본여객철도(JR)가 복구한 후 산리쿠 철도로 경영을 이관하였다. 도호쿠 신칸센은 센다이역 부근에서 열차가 탈선하는 사고가 발생해 2011년 9월이 되어서야 정상 시간표로 돌아갔으며 약 6개월간 복구 작업을 진행했다. 도와다 관광전철선은 도호쿠 신칸센이 신아오모리역까지 연장 운행하면서 철도사업 경영이 악화되고 있었는데 지진의 영향으로 큰 피해를 입어 2012년 폐선하였다. 일본 수도권에서는 수많은 귀가곤란자가 발생하기도 하였다.

## 해운
지진 직후부터 몇몇 항구가 파손되거나 잔해로 막혀 재해 지역을 연결하는 항로가 폐쇄되었다.
장거리 페리 항로인 쇼우센미쓰이 페리의 오이라이-도마코마이 노선(산후라와아 선박)이 6월 14일까지 결항되었으며 다이헤이요 페리의 나고야-센다이-도마코마이 항로는 6월 4일까지 결항되었다.
지진 이후 항로가 끊어져 본토로 고립된 낙도가 몇몇 있었다. 게센누마시의 오시마섬은 지진으로 모든 선박이 사용 불가능하여 임시로 소형 선박을 구해다 게센누마항까지 운항했지만 차량 등 큰 물건은 옮기지 못했다. 게센누마항에서 오시마섬을 잇기 위해 히로시마현 에타지마시에서 페리를 대여하여 4월 27일부터 페리 운항을 재개하였다. 이를 위해 일본 정부는 낙도를 연결하는 적자항로 사업자를 지원하는 "지역 대중교통 확보유지개선사업"을 확충하기로 결정했다.

## 항공 교통

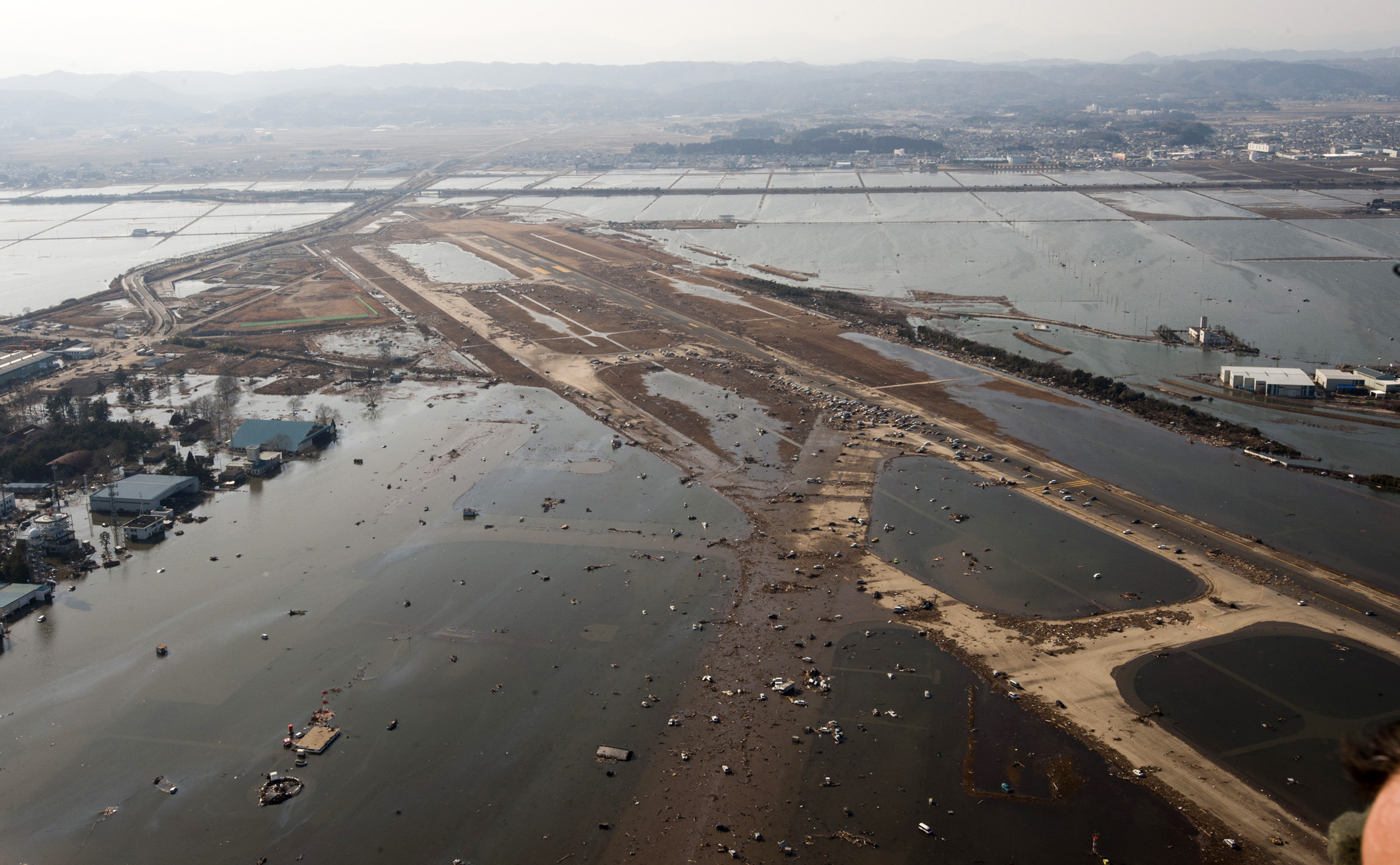
지진과 쓰나미의 여파로 활주로가 파괴된 센다이 공항의 모습. 2011년 3월 16일 촬영.

지진 직후 도호쿠 지방을 중심으로 항공 노선에 혼란이 발생해 3월 11일, 12일 이틀간 464개 편이 결항되었다. 도쿄 국제공항(하네다 공항)은 주기 중이던 항공기 4기가 지진으로 탑승교(보딩 브릿지)에 충돌하는 사고가 발생했다.
지진 당일 하네다 공항과 나리타 공항이 폐쇄되면서 두 공항으로 향하던 항공기 86기(국제선 70기, 국내선 16기)가 다른 공항으로 대체 착륙하였다. 하지만 악천후에 대비해 사전에 결정하였던 대체 공항은 하네다행 항공편이 나리타 공항으로, 나리타행 항공편이 하네다 공항으로 되어 있어 공중에서 새로운 착륙 공항을 찾아야 했다. 특히 국제선에서 운용하는 대형 항공기는 긴 활주로가 필요해 착륙 가능 공항이 한정되어 주부 국제공항과 간사이 국제공항으로 몰렸지만 이 공항도 곧바로 포화 상태가 되어 신치토세 공항이나 후쿠오카 공항을 비롯한 13개 공항에 분산하여 착륙하였다. 미국발 일부 항공편은 주일 미군이 있는 요코타 비행장에 착륙하기도 했다. 연료 부족으로 긴급사태선언을 발령하고 착륙한 항공기도 14기나 되었으나 중대 사고가 발생한 항공기는 없었다.
가장 피해가 큰 곳은 센다이 공항이었다. 쓰나미로 공항 시설 전체가 침수되어 활주로를 포함한 부지 전체가 토사와 잔해로 뒤덮였으며 공항 자동차 200여대도 파괴되었으며, 공항 터미널 시설도 1층이 침수되었고 주변이 진창이 되어 접근할 수 없어 3월 13일까지 약 1,200명이 빌딩 내에 고립되었다. 주일 미군의 협력으로 복구 작업을 거쳐 4월 13일 공항 운영이 재개되었다. 7월 25일에는 전일본공수의 정기편 운항이 재개되었다. 9월 1일에는 일본항공의 정기편 운항이 재개되었다. 국제선의 경우 7월 25일부터 콘티넨털 항공과 아시아나항공이 국제 임시편을 운행하기 시작했다.
하나마키 공항과 이바라키 공항은 공항 터미널의 천장이 붕괴되어 각각 3월 16일, 3월 13일까지 공항이 폐쇄되었다. 후쿠시마 공항은 관제탑의 유리창이 파괴되었지만 국내선 1일 5편 운영하는 이타미편만 결항되었다.
야마가타 공항은 지진 발생 당일 정전이 발생했지만 큰 피해는 없어 재해 지역에서 가장 가까운 공항으로 재해지원 항공기가 집중해 지진 다음날부터 4월 7일까지 24시간 운용하였다. 이 24시간 운용은 이후 하나마키 공항과 후쿠시마 공항으로 확장되었다. 또한 센다이 공항이 폐쇄되고 각 철도와 고속도로가 막히면서 미야기현에서부터 피난민 여객이 몰려와 이용자수가 평상시의 10배에 달했다. 이 때문에 원래 취항하던 일본항공 외에도 전일본공수 등 일본 내 항공사가 임시 항공편을 운행하였다.
구호 활동이 본격적으로 진행되면서 구호 활동 항공편이 우선되어 동북일본 각지 공항의 민항기 활동이 제한되었다. 아오모리 공항에서는 3월 23일부터 10월 29일까지, 아키타 공항에서는 4월 2일부터 5월 1일까지, 후쿠시마 공항에서는 지진 발생 직후부터 11월 10일까지 국제선 운항이 중단되었다.

## 같이 보기
- 동일본 대지진과 귀가곤란자

## 참고 문헌
- 東北の鉄道震災復興誌編集委員会 (2012년 9월). 《よみがえれ!みちのくの鉄道 : 東日本大震災からの復興の軌跡》. 東北の鉄道震災復興誌編集委員会.
- 運輸安全委員会 (2013년 1월). RA2013-1-1 東日本旅客鉄道株式会社 東北新幹線 仙台駅構内 列車脱線事故 (PDF) (보고서).